# Gilmorova děvčata: Rok v životě
Gilmorova děvčata: Rok v životě (v anglickém originále Gilmore Girls: A Year in the Life) je americký internetový seriál streamovací sítě Netflix. Je to pokračování seriálu Gilmorova děvčata, amerického komediálně-dramatického seriálu, vytvořeného Amy Sherman-Palladino s Lauren Graham a Alexis Bledel v hlavních rolí, který se vysílal od roku 2000 do roku 2007 na stanicích The WB a The CW. Sherman-Palladino a její manžel Daniel Palladino (1.–6. série), David S. Rosenthal (7. série) a Gavin Polone na seriálu pracovali jako výkonní producenti.
Seriál se skládá ze čtyř 88 až 102minutových dílů, které byly zveřejněné 25. listopadu 2016. Každý díl sleduje postavy v jiné roční období.

## Děj
Rory Gilmorová (Alexis Bledel) se kvůli častým cestám jako novinářka na volné noze vzdala svého bytu ve prospěch pobytu v domech svých přátel v New Yorku, Stars Hollow a Londýně. Rory v Londýně žije v bytě Logana Huntzbergera (Matt Czuchry) a při tom pracuje na knize s excentrickou Naomi Shropshireovou (Alex Kingston). Rory a Logan žijí v nezávazném vztahu, ačkoliv je Logan zasnouben a Rory má přítele Paula, kterého příliš nevzpomíná. Když ji Naomi vyhodila a Loganova snoubenka se přistěhovala, tak se Rory potýkala s problémy, protože zjistila, že nemá žádnou kariéru a ani vztah s Loganem. Setkala se s Jessem Mariano (Milo Ventimiglia), který ji povzbudil k tomu, aby napsala knihu o životě se svojí matkou.
Emily Gilmore (Kelly Bishop) truchlila nad nedávnou smrtí manžela a snažila se navést svoji dceru Lorelai (Lauren Graham) k tomu, aby s ní začala navštěvovat terapii. Lorelai se také cítila zničena smrtí otce, postupu v kariéře přátel a vztahu s Lukem Danesem (Scott Patterson). Lorelai a Luke jsou spolu více než deset let, ale ještě se nevzali a ani o svatbě nepřemýšleli. Zvažovali použití umělého oplodnění a navštívili kliniku pro plodnost, kde pracuje Paris. Zatímco Rory přemýšlela o knize, Lorelai spontánně odešla z domova, aby vyrazila na cestu po Pacific Crest Trail.
Emily nakonec přijala smrt manžela, prodala dům a opustila Dcery americké revoluce a poprvé v životě se přestěhovala do komunity  v Nantucketu a byla nezávislá. Navzdory tomu, že Lorelai nikdy nešla žádnou delší turistickou trasu se vrátila z cesty a usmířila se s Emily a Rory a požádala Luka, aby si ji vzal. Rory navštívila svého otce Christophera Haydena (David Sutcliffe), aby mu řekla o svatbě matky. Zeptala se ho, proč Lorelai dovolil, aby ji vychovávala jako svobodná matka. Luke a Lorelai se vzali v altánku ve Stars Hollow a v závěrečné scéně série Rory prozradila Lorelai, že je těhotná.

## Obsazení

### Hlavní role
| Lauren Graham   | Lorelai Gilmore |
| Alexis Bledel   | Rory Gilmore    |
| Scott Patterson | Luke Danes      |
| Kelly Bishop    | Emily Gilmore   |

### Vedlejší role
| Keiko Agena        | Lane Kim          |
| Yanic Truesdale    | Michel Gerard     |
| Liza Weil          | Paris Geller      |
| Sean Gunn          | Kirk Gleason      |
| Milo Ventimiglia   | Jess Mariano      |
| Matt Czuchry       | Logan Huntzberger |
| Liz Torres         | slečna Patty      |
| Emily Kuroda       | paní Kim          |
| Sally Struthers    | Babette Dell      |
| Ted Rooney         | Morey Dell        |
| Michael Winters    | Taylor Doose      |
| Mike Gandolfi      | Andrew            |
| Grant Lee Phillips | Grant             |
| Rose Abdoo         | Gypsy / Berta     |
| Todd Lowe          | Zach Van Gerbig   |
| John Cabrera       | Brian Fuller      |
| Aris Alvaro        | Caesar            |
| Danny Strong       | Doyle McMaster    |
| Alex Kingston      | Naomi Shropshire  |
| Carolyn Hennesy    | Toni              |

### Hostující role
| Melissa McCarthy     | Sookie St. James    |
| Jared Padalecki      | Dean Forester       |
| Chris Eigeman        | Jason Stiles        |
| Jackson Douglas      | Jackson Belleville  |
| Alex Borsteinová     | slečna Celine       |
| Dakin Matthews       | Hanlin Charleston   |
| David Sutcliffe      | Christopher Hayden  |
| Emily Bergl          | Francie Jarvis      |
| Sebastian Bach       | Gil                 |
| Rini Bell            | Lulu                |
| Gregg Henry          | Mitchum Huntzberger |
| Vanessa Marano       | April Nardini       |
| Ray Wise             | Jack Smith          |
| Dan Bucatinsky       | Jim Nelson          |
| Julia Goldani Telles | Sandee              |
| Kerry Butler         | Claudia             |
| Mae Whitman          | Marcy               |
| Christian Borle      | Carl                |
| Sutton Foster        | Violet              |
| Jason Ritter         |                     |
| Peter Krause         |                     |
| Stacey Oristano      | Allie               |

## Seznam dílů
| Č. v seriálu | Název  | Režie                 | Scénář                | Premiéra v USA     | Produkční kód |
| ------------ | ------ | --------------------- | --------------------- | ------------------ | ------------- |
| 1            | Winter | Amy Sherman-Palladino | Amy Sherman-Palladino | 25. listopadu 2016 | 4X7701        |
| 2            | Spring | Daniel Palladino      | Daniel Palladino      | 25. listopadu 2016 | 4X7702        |
| 3            | Summer | Daniel Palladino      | Daniel Palladino      | 25. listopadu 2016 | 4X7705        |
| 4            | Fall   | Amy Sherman-Palladino | Amy Sherman-Palladino | 25. listopadu 2016 | 4X7701        |

## Produkce
15. září 2010 Lauren Graham prozradila magazínu Vanity Fair, že film Gilmorova děvčata není něco co by se nemohlo stát skutečností „lidé, kteří mají moc, lidé, kteří by to mohli uskutečnit o tom mluví.“To samé řekla v březnu 2013 skrze svůj twitterový účet, poté co si Veronica Mars zajistila díky stránce Kickstarter finance pro film, ale řekla, že pouze Amy Sherman-Palladino to může zařídit.
V říjnu 2015 TVLine potvrdil, že Netflix uzavřel smlouvu s Warner Bros. na limitovaný seriál se čtyřmi 90minutovými díly. 29. ledna 2016 byl seriál oficiálně potvrzený pod názvem Gilmore Girls: Seasons. Natáčení začalo v Los Angeles 30. června 2016. V květnu bylo oznámeno, že seriál se bude jmenovat Gilmore Girls: A Year in Life.